# Lega di San Giorgio
La Lega di San Giorgio (in inglese League of Saint George) è un'organizzazione antisemita e neofascista britannica.

## Storia
La Lega di San Giorgio è nata nel 1974 quando Keith Thompson e Mike Griffin lasciarono l'Action Party fondato da Oswald Mosley. Lo scopo della nuova organizzazione era quello di promuovere le idee di Mosley in una forma più pura rispetto a quelle del leader dell'epoca dell'Action Party, Jeffrey Hamm. Negli anni '70, l'organizzazione divenne la dimora spirituale del neonazismo intellettuale e mise in contatto, in particolare, quegli attivisti che volevano un'Europa unita con una popolazione di discendenza europea. La lega di San Giorgio si rese altresì protagonista della continuazione della politica "Europe a Nation" (Europa una nazione) di Mosley e sposò anche il repubblicanesimo irlandese, distinguendosi dal resto dell'estrema destra britannica, che sosteneva il lealismo dell'Ulster.
All'inizio degli anni '90 era un gruppo elitario con solo circa 50 membri. I suoi membri sono principalmente individui benestanti. Il rapporto del Parlamento europeo del 1991 sul razzismo e la xenofobia descrisse l'organizzazione come "il più rispettato tra i gruppi puramente nazional-socialisti dell'Europa occidentale". È possibile diventare suo membro solo su invito.

## Relazioni internazionali
La Lega di San Giorgio mantiene relazioni mondiali con altre organizzazioni che sostengono la medesima ideologia e difende la politica della Germania nazista. Secondo l'organizzazione, la Germania non ha tenuto "un comportamento peggiore rispetto a qualsiasi altra nazione in guerra" durante la seconda guerra mondiale e a dimostrazione di ciò ha riportato come esempio i bombardamenti britannici sui quartieri operai delle città tedesche. La Lega di San Giorgio si descrive come un club politico al di fuori dei comuni partiti, basa la sua filosofia sul patriottismo e sul principio di una società organizzata secondo il modello della civiltà europea. L'organizzazione afferma di riconoscere "la minaccia che il marxismo rappresenta per le tradizioni e la morale nelle sue molteplici forme" e cerca di "cooperare con movimenti europei e di altro profilo che hanno un'ideologia affine alla sua".

## Media
Il rapporto di estrema destra di "Hope Not Hate" stimava nel 2017 che la Lega di San Giorgio fosse una piccola ma longeva organizzazione nazista che continuava a pubblicare il trimestrale razzista di piccola tiratura The League Sentinel. Secondo il rapporto, la casa editrice Steven Books legata alla Lega di San Giorgio era un importante produttore e distributore di libri e opuscoli razzisti, nazionalisti, negazionisti dell'Olocausto e fascisti a livello nazionale.